# Farinelli, Il Castrato
Farinelli és una pel·lícula biogràfica sobre la vida i la carrera del cantant d'òpera italià Carlo Broschi, conegut com a Farinelli, considerat un dels millors cantants castrato de tots els temps.
És protagonitzada per Stefano Dionisi, en el paper de Farinelli i va ser dirigida pel director belga Gérard Corbiau. La veu de Dionisi interpretant a Farinelli, va ser creada per mitjà la mescla digital de les veus de Ewa Malas-Godlewska, una soprano polonesa, i Derek Lee Ragin un contratenor estatunidenc, amb l'objectiu de recrear una veu autèntica d'un castrat.
George Friedrich Händel, interpretat per Jeroen Krabbé, queda retratat com el dolent del film, prenent com base la competència entre la música de Händel i les actuacions de Farinelli, així com el fet que Händel va voler que Farinelli cantés al seu teatre, el Covent Garden, i mai ho va aconseguir. Farinelli va continuar cantant per al rival Opera of the Nobility.
El director musical de la cinta va ser el clavecinista francès Christophe Rousset. La gravació musical va ser feta a la sala de concerts de l'Arsenal a Metz per l'orquestra Les Talens Lyriques.

## Repartiment
- Stefano Dionisi en el paper de Carlo Maria Broschi (Farinelli)
- Enrico Lo Verso en el paper de Riccardo Broschi
- Elsa Zylberstein en el paper d'Alexandra Harris (Espossa de Farinelli)
- Jeroen Krabbé en el paper de George Frideric Handel
- Caroline Cellier en el paper de Margareth Hunter (La Comtessa)
- Renaud du Peloux de Saint Romain en el paper de Benedict (Fill de la Comtessa)
- Omero Antonutti en el paper de Nicola Porpora
- Marianne Basler en el paper de Comtessa Mauer
- Pier Paolo Capponi en el paper de Broschi
- Graham Valentine en el paper de Frederic del Regne Unit
- Jacques Boudet en el paper de Felip V d'Espanya
- Delphine Zentout en el paper de jove admirador

## Recepció
Fou estrenada el 1994 i va guanyar el Globus d'or a la millor pel·lícula estrangera el 1995. També va ser nominada a un premi Oscar a la mateixa categoria.

## Edició en DVD
Està classificada amb la lletra R per l'MPAA, per les representacions en temes de sexualitat.